# Бакланово (присілок, Кічменгсько-Городецький район)
Бакла́ново (рос. Бакланово) — присілок у складі Кічменгсько-Городецького району Вологодської області, Росія. Входить до складу Городецького сільського поселення.

## Населення
Населення — 7 осіб (2010; 0 у 2002).